# Neudatschino
Neudatschino (russisch Неудачино) ist ein Dorf (derewnja) in Sibirien. Es gehört zur Oblast Nowosibirsk und hat 474 Einwohner (Stand 2010).

## Geschichte
Der Ort wurde 1905 von deutschen mennonitischen Siedlern an der Grenze zwischen der Oblast Omsk und der Oblast Nowosibirsk nahe der Eisenbahnstrecke, 30 km westlich von Tatarsk. Früher hatte der Ort den Namen Neufeld/Нейфельда.
Eine Schule wurde 1910 eingerichtet, später eine Saatgutfabrik, eine Butterfabrik, Volksschule, Bibliothek, Gemeinderat. Im Jahr 1930 wurde eine Kolchose gegründet, benannt nach Ernst Thälmann, 1957–58 wurde der Ort elektrifiziert.

## Nachweise
V. Diesendorf: Die Deutschen Russlands, Siedlungen und Siedlungsgebiete. ERD, Moskau 2006, S. 356 (Ortslexikon.pdf auf wolgadeutsche.net).